# Liste der Kulturgüter in Lenzburg
Die Liste der Kulturgüter in Lenzburg enthält alle Objekte in der Gemeinde Lenzburg im Kanton Aargau, die gemäss der Haager Konvention zum Schutz von Kulturgut bei bewaffneten Konflikten, dem Bundesgesetz vom 20. Juni 2014 über den Schutz der Kulturgüter bei bewaffneten Konflikten sowie der Verordnung vom 29. Oktober 2014 über den Schutz der Kulturgüter bei bewaffneten Konflikten unter Schutz stehen.
Objekte der Kategorien A und B sind vollständig in der Liste enthalten, Objekte der Kategorie C fehlen zurzeit (Stand: 1. Januar 2023). Unter übrige Baudenkmäler sind weitere geschützte Objekte zu finden, die in der Bau- und Nutzungsordnung der Gemeinde verzeichnet und nicht bereits in der Liste der Kulturgüter enthalten sind.

## Kulturgüter
| Foto |                                                                                 | Objekt                                                        | Kat. | Typ | Standort                                       | Beschreibung |
| ---- | ------------------------------------------------------------------------------- | ------------------------------------------------------------- | ---- | --- | ---------------------------------------------- | --- |
| ja   | Datei hochladen · Wikidata zu Lindfeld, römischer Vicus (Q1401940)              | Lindfeld (römischer Vicus) KGS-Nr.: 00158                     | A    | F   | 656786 / 249611                                | Überreste einer römischen Siedlung (Vicus) des 1. bis 3. Jahrhunderts. Erste systematische Grabenung 1933/34. Bedeutendster Bau ist ein Theater mit 4'000 Sitzplätzen.                                                                                 |
| ja   | Datei hochladen · Wikidata zu Schloss Lenzburg (Q668647)                        | Schloss Lenzburg und prähistorische Siedlungen KGS-Nr.: 00159 | A    | F/G | Schloss 1 656372 / 248786                      | Eine der ältesten und bedeutendsten Höhenburgen der Schweiz. Erbaut im 11. Jahrhundert von den Grafen von Lenzburg und bis zum 18. Jahrhundert zu einer Anlage mit Ringmauer und sieben Gebäuden erweitert.                                            |
| ja   | Datei hochladen · Wikidata zu Müllerhaus Lenzburg (Q83630486)                   | Müllerhaus KGS-Nr.: 00162                                     | A    | G   | Bleicherain 7 655630 / 248625                  | 1785 von Carl Ahasver von Sinner erbautes, herrschaftliches Bürgerhaus im klassizistischen Stil. Dreigeschossiger, streng orthogonaler Baukörper unter profiliertem Dreieckgiebel.                                                                     |
| ja   | Datei hochladen · Wikidata zu Rathaus (Q19362345)                               | Rathaus KGS-Nr.: 00165                                        | A    | G   | Rathausgasse 16 655991 / 248763                | Zwischen 1677 und 1692 erbautes Rathaus im barocken Stil. Siebenachsige Fassade mit drei Geschossen, die Mittelachse mit Risalit, darüber Uhrturm mit Laternenhaube.                                                                                   |
| ja   | Datei hochladen · Wikidata zu Historisches Museum Aargau (Q19362343)            | Historisches Museum Aargau (im Schloss) KGS-Nr.: 08492        | A    | S   | Schloss 1 656372 / 248786                      | Hauptstandort des Museums Aargau mit vier Bereichen: Wohnmuseum, historische Sammlungen des Kantons Aargau, Wechselausstellungen, Kindermuseum. |
| ja   | Datei hochladen · Wikidata zu Strafanstalt Lenzburg (Q96775467)                 | Strafanstalt KGS-Nr.: 08992                                   | A    | G   | Ziegeleiweg 13 655815 / 247835                 | 1864 nach Plänen von Robert Moser erbauter fünfstrahliger Gefängnisbau, damals die modernste Anlage dieser Art in Europa. |
| ja   | Datei hochladen · Wikidata zu Goffersberg (Q19362342)                           | Goffersberg, neolithisches Gräberfeld KGS-Nr.: 09538          | A    | F   | 656491 / 248715                                | Bedeutendes jungsteinzeitliches Gräberfeld unterhalb des Schlosses. |
| ja   | Datei hochladen · Wikidata zu Sonnenberg (ehemalige Landweibelei) (Q19362347)   | Sonnenberg (ehemalige Landweibelei) KGS-Nr.: 09871            | A    | G   | Schlossgasse 50 656449 / 248611                | Um 1770 erbautes Landhaus im Rokoko-Stil. Weit vorkragendes Walmdach, die Fassaden durch Stichbogenfenster mit profilierten Bänken regelmässig gegliedert.                                                                                             |
| ja   | Datei hochladen · Wikidata zu Villa Malaga (Q19362348)                          | Villa Malaga KGS-Nr.: 09873                                   | A    | G   | Schützenmattstrasse 7 656131 / 249000          | 1840 von Joseph Caspar Jeuch erbaute Villa im klassizistischen Stil, 1896 um- und ausgebaut. Zweigeschossiges Gebäude unter Vollwalmdach mit zentralem dreiachsigem Mittelrisalit, flankiert von einachsigen, einstöckigem Seitenflügeln.              |
| ja   | Datei hochladen · Wikidata zu Burghalde (Q19362341)                             | Burghalde KGS-Nr.: 10464                                      | A    | G   | Schlossgasse 19, 21, 23, 25 656209 / 248583    | Aus zwei Gebäuden bestehendes Ensemble. Alte Burghalde: Dreigeschossiger nachgotischer Mauerbau 1628 mit Fachwerkgiebel unter weit vorkragendem Satteldach. Neue Burghalde: 1794 erbautes, zweigeschossiges Wohnhaus im klassizistischen Stil.         |
| ja   | Datei hochladen · Wikidata zu Kronenplatz-Brunnen (Q29576526)                   | Kronenplatz-Brunnen KGS-Nr.: 00161                            | B    | K   | Kronenplatz 656086 / 248812                    | 1859 errichteter Brunnen im Biedermeier-Stil. |
| ja   | Datei hochladen · Wikidata zu Heimatmuseum an der Burghalde (Q18707611)         | Heimatmuseum an der Burghalde KGS-Nr.: 00163                  | B    | S   | Schlossgasse 23 656202 / 248591                | Kulturgeschichtliches Museum der Stadt und Region Lenzburg. Dauer- und Sonderausstellungen zur Stadtgeschichte, Archäologie und Industriekultur sowie Museum für russische Ikonen.                                                                     |
| ja   | Datei hochladen · Wikidata zu Reformierte Stadtkirche mit Grabmälern (Q2327397) | Reformierte Stadtkirche mit Grabmälern KGS-Nr.: 00164         | B    | G   | Kirchgasse 655911 / 248847                     | 1667 erbaute Saalkirche, mit Kirchturm von 1602. |
| ja   | Datei hochladen · Wikidata zu Altes Landgericht (Q29576493)                     | Altes Landgericht KGS-Nr.: 09868                              | B    | G   | Aavorstadt 18 655858 / 248664                  | Um 1670 erbautes Gerichtsgebäude im Spätrenaissance-Stil. Eckhaus mit zwei gemauerten Geschossen und zwei Geschossen mit Fachwerk. |
| ja   | Datei hochladen · Wikidata zu Gofischlössli (Q29576514)                         | Gofischlössli KGS-Nr.: 09869                                  | B    | G   | Gofiweg 20 656798 / 248630                     | 1644 erbautes schlossähnliches Gebäude im nachgotischen Stil. Dreigeschossiger Bau unter steilem Satteldach, mit seitlich angebautem halbrundem Treppenturm unter kantigem Spitzhelm.                                                                  |
| ja   | Datei hochladen · Wikidata zu Rosenhaus (Q29576563)                             | Rosenhaus KGS-Nr.: 09870                                      | B    | G   | Schützenmattstrasse 5 656117 / 248971          | 1840 erbaute Villa im klassizistischen Stil. Zweigeschossiges Gebäude mit flach geneigtem Walmdach, Pilaster, Mittelrisalit, Dreieckgiebel und Lünette.                                                                                                |
| ja   | Datei hochladen · Wikidata zu Villa Hünerwadel (Q29576585)                      | Villa Hünerwadel KGS-Nr.: 09872                               | B    | G   | Schützenmattstrasse 3 656104 / 248941          | 1837/38 von Joseph Caspar Jeuch erbaute Villa im Biedermeier-Stil. Zweigeschossige Haus mit dreiachsigem Mittelrisalit, flachem Dreieckgiebel, rundläufigem Treppenhaus und kleiner Oberlichtkuppel.                                                   |
| ja   | Datei hochladen · Wikidata zu Wohnhaus Rathausgasse 4 (Q29576594)               | Wohnhaus KGS-Nr.: 09874                                       | B    | G   | Rathausgasse 4 655953 / 248770                 | Um 1750 erbautes viergeschossiges Altstadt-Reihenhaus mit ausgeprägten Fensterbänken. |
| BW   | Datei hochladen · Wikidata zu Stadtmauern (Grabenweg und Promenade) (Q29576572) | Stadtmauern KGS-Nr.: 15522                                    | B    | G   | Grabenweg/Promenade 655952 / 248704            | Um 1380 nach dem Guglerkrieg entstandenes Teilstück der Lenzburger Stadtmauer. |
| ja   | Datei hochladen · Wikidata zu Wohnhaus und Bankgebäude (Q29576484)              | Wohnhaus und Bankgebäude KGS-Nr.: 15523                       | B    | G   | Aavorstadt 1 655902 / 248717                   | 1850 erbautes spätklassizistisches Wohn- und Geschäftshaus. Palastähnlicher, vom Italianate-Stil beeinflusster Bau an exponierter Lage. |
| BW   | Datei hochladen · Wikidata zu Wohnhaus Aavorstadt 4 (Q29576487)                 | Wohnhaus KGS-Nr.: 15524                                       | B    | G   | Aavorstadt 4 655867 / 248717                   | Von 1810 bis 1813 Altstadt-Reihenhaus im klassizistischen Stil. Fassade zu fünf Fensterachsen; Erdgeschoss durch rustizierte Ecklisenen und kräftig profiliertes Gurtgesims ausgezeichnet.                                                             |
| ja   | Datei hochladen · Wikidata zu Wohnhaus Aavorstadt 8 (Q29576489)                 | Wohnhaus KGS-Nr.: 15525                                       | B    | G   | Aavorstadt 8 655865 / 248688                   | 1787/88 erbautes Reihenhaus im klassizistischen Stil. Dreigeschossige, symmetrische Strassenfassade mit fünf Achsen, linke Hausecke durch Eckpilaster hervorgehoben.                                                                                   |
| ja   | Datei hochladen · Wikidata zu Berufsschulhaus (Q29576495)                       | Berufsschulhaus KGS-Nr.: 15526                                | B    | G   | Aavorstadt 2 655867 / 248733                   | 1759/60 erbautes ehemaliges Handelshaus im Rokoko-Stil, heute als Schulgebäude genutzt. Viergeschossiger symmetrischer Eckbau zu acht Fensterachsen, überdeckt mit hohem Satteldach, Gerschild und halbovaler Ründe. Im Giebel grosses Uhrzifferblatt. |
| ja   | Datei hochladen · Wikidata zu Brünggelbrunnen (Q29576497)                       | Brünggelbrunnen KGS-Nr.: 15527                                | B    | K   | Burghaldenstrasse 656088 / 248565              | Um 1790 errichteter Brunnen im klassizistischen Stil. |
| ja   | Datei hochladen · Wikidata zu Brunnen Aabachbrücke (Q29576502)                  | Brunnen KGS-Nr.: 15528                                        | B    | K   | Aabachbrücke 655702 / 248660                   | 1840 errichteter Brunnen im Biedermeier-Stil. |
| ja   | Datei hochladen · Wikidata zu Brunnen Schützenmattstrasse (Q29576504)           | Brunnen KGS-Nr.: 15529                                        | B    | K   | Schützenmattstrasse 656146 / 248978            | 1840 errichteter Brunnen im Biedermeier-Stil. |
| ja   | Datei hochladen · Wikidata zu Ehemaliges Amtshaus (Q29576507)                   | Ehemaliges Amtshaus KGS-Nr.: 15530                            | B    | G   | Rathausgasse 32 656046 / 248743                | 1844 erbautes klassizistisches Verwaltungsgebäude. Viergeschossiges Haus mit drei Achsen. |
| ja   | Datei hochladen · Wikidata zu Gasthaus "zur Krone" (Q29576509)                  | Gasthaus "zur Krone" KGS-Nr.: 15531                           | B    | G   | Kronenplatz 20 656091 / 248833                 | Um 1550 erbautes Gasthaus, erhielt 1764 nach Umbau sein heutiges Aussehen. Lang gestreckter dreigeschossiger Bau unter Satteldach mit Gerschild, Ründe und geschnitzten Bügen.                                                                         |
| BW   | Datei hochladen · Wikidata zu Gexi-Pavillon (Q29576511)                         | Gexi-Pavillon KGS-Nr.: 15532                                  | B    | G   | Gexistrasse 22 657267 / 249385                 | 1779 erbautes Jagdhäuschen der Lenzburger Landvögte. Kleiner zweigeschossiger Pavillon mit modernem Anbau. |
| BW   | Datei hochladen · Wikidata zu Haus im Hof (Q29576516)                           | Haus im Hof KGS-Nr.: 15533                                    | B    | G   | Grabenweg 4 655912 / 248694                    | 1780/81 erbautes, repräsentatives Wohnhaus im Rokoko-Stil. Dreigeschossiges, zweiteiliges Gebäude unter gemeinsamem Satteldach. |
| ja   | Datei hochladen · Wikidata zu Klausbrunnen (Q29576521)                          | Klausbrunnen KGS-Nr.: 15534                                   | B    | K   | Metzgplatz 656076 / 248714                     | 1572 errichteter Brunnen im Spätrenaissance-Stil. Hexagonaler Trog mit exzentrischem Brunnenstock und Brunnenfiguren. |
| ja   | Datei hochladen · Wikidata zu Moritzbrunnen (Q29576528)                         | Moritzbrunnen KGS-Nr.: 15535                                  | B    | K   | Kirchgasse 655944 / 248774                     | Um 1780 errichteter Brunnen im klassizistischen Stil. |
| ja   | Datei hochladen · Wikidata zu Obere Mühle am Aabach (Q29576530)                 | Obere Mühle am Aabach KGS-Nr.: 15536                          | B    | G   | Bachstrasse 40 655714 / 248455                 | 1683 erbaute Mühle im spätgotischen Stil. Viergeschossiges Gebäude mit Satteldach. An der südlichen Schmalseite halbrunder Treppenturm mit kantiger Spitzhaube.                                                                                        |
| BW   | Datei hochladen · Wikidata zu Pavillon Steinbrüchliweg 6 (Q29576533)            | Pavillon KGS-Nr.: 15537                                       | B    | G   | Steinbrüchliweg 6 656150 / 248836              | Um 1800 erbautes klassizistisches Sommerhaus mit Gartensaal. |
| ja   | Datei hochladen · Wikidata zu Rathausbrunnen (Q29576535)                        | Rathausbrunnen KGS-Nr.: 15538                                 | B    | K   | Rathausgasse 656020 / 248760                   | 1845 errichteter Brunnen im klassizistischen Stil. |
| ja   | Datei hochladen · Wikidata zu Wohnhaus Rathausgasse 31 (Q29576538)              | Wohnhaus KGS-Nr.: 15539                                       | B    | G   | Rathausgasse 31 656043 / 248773                | 1728 erbautes Altstadt-Wohnhaus im barocken Stil. Dreistöckiges Reihenhaus mit drei Achsen, wobei die mittlere Achse als Erker ausgebaut ist. Fassade aus Muschelkalkplatten.                                                                          |
| ja   | Datei hochladen · Wikidata zu Ehemalige Landschreiberei (Q29576541)             | Ehemalige Landschreiberei KGS-Nr.: 15540                      | B    | G   | Rathausgasse 36 656057 / 248736                | 1770 erbautes Altstadt-Reihenhaus im Rokoko-Stil, Sitz des Landschreibers. Viergeschossiges Gebäude mit drei Achsen. |
| ja   | Datei hochladen · Wikidata zu Wohnhaus Rathausgasse 38 (Q29576544)              | Wohnhaus KGS-Nr.: 15541                                       | B    | G   | Rathausgasse 38 656065 / 248734                | Um 1770 erbautes Altstadt-Reihenhaus im Rokoko-Stil. Viergeschossiges Gebäude mit zwei Achsen. Im zweiten Geschoss Louis-quinze-Stuckdecke. |
| ja   | Datei hochladen · Wikidata zu Wohnhaus Schlossgasse 2 (Q29576548)               | Wohnhaus KGS-Nr.: 15542                                       | B    | G   | Schlossgasse 2 656111 / 248684                 | Um 1775 erbautes repräsentatives Wohnhaus im Rokoko-Stil. Dreigeschossiges, symmetrisch gegliedertes Haus unter Satteldach mit Ründe. |
| ja   | Datei hochladen · Wikidata zu Schlossscheune (Q29576551)                        | Schlossscheune KGS-Nr.: 15543                                 | B    | G   | Ellsworthweg 4 656517 / 248888                 | Scheune des früheren landwirtschaftlichen Gutes des Schlosses Lenzburg. |
| ja   | Datei hochladen · Wikidata zu Schmittenbrunnen (Q29576553)                      | Schmittenbrunnen KGS-Nr.: 15544                               | B    | K   | Aavorstadt / Burghaldenstrasse 655873 / 248648 | Um 1798 errichteter Brunnen im Rokoko-Stil. |
| ja   | Datei hochladen · Wikidata zu Wohnhaus Schützenmattstrasse 6 (Q29576558)        | Wohnhaus KGS-Nr.: 15545                                       | B    | G   | Schützenmattstrasse 6 656153 / 248944          | 1768 erbautes Wohnhaus im klassizistischen Stil, ursprünglich als Tabakfabrik genutzt. Doppelte Freitreppe mit Terrassenvorbau, knapper Mittelrisalit mit Dreieckgiebel und Lünette.                                                                   |
| ja   | Datei hochladen · Wikidata zu Försterhaus (Q29576560)                           | Försterhaus KGS-Nr.: 15546                                    | B    | G   | Kronenplatz 24 656070 / 248821                 | Um 1800 erbautes repräsentatives Wohnhaus. Zweigeschossiger, regelmässig gegliederter Bau mit Mansarddach, unterbrochen von dreiachsigem Mittelrisalit unter Dreieckgiebel.                                                                            |
| ja   | Datei hochladen · Wikidata zu Spittelbrunnen (Q29576566)                        | Spittelbrunnen KGS-Nr.: 15548                                 | B    | K   | Kirchgasse 655913 / 248726                     | Um 1790 errichteter Brunnen im klassizistischen Stil. Schale 1947 durch Kopie ersetzt. |
| ja   | Datei hochladen · Wikidata zu Stadtbibliothek (ehemaliges Asyl) (Q29576569)     | Stadtbibliothek (ehemaliges Asyl) KGS-Nr.: 15549              | B    | G   | Kirchgasse 2 655926 / 248739                   | 1792/93 erbautes Altstadthaus im Rokoko-Stil; ursprünglich als Waisenhaus genutzt, heute städtische Bibliothek. Eckhaus mit symmetrischer Gassenfassade unter Gerschilddach.                                                                           |
| ja   | Datei hochladen · Wikidata zu Haus (Q29576576)                                  | Haus KGS-Nr.: 15550                                           | B    | G   | Steinbrüchliweg 1 656128 / 248888              | 1768 erbautes repräsentatives Wohnhaus im Rokoko-Stil. Dreigeschossiger Baukubus mit Stichbogenfenstern und Krüppelwalmdach. |
| BW   | Datei hochladen · Wikidata zu Trotte (Q29576581)                                | Trotte KGS-Nr.: 15551                                         | B    | G   | Oberer Haldenweg 55 656385 / 248063            | 1645 erbaute Weintrotte. Mauerbau unter Satteldach, 1679 nach Osten erweitert und an dieser Fassade mit zweitem Tor ergänzt. |
| ja   | Datei hochladen · Wikidata zu Wisa Gloria (Q29576590)                           | Wisa-Gloria KGS-Nr.: 15552                                    | B    | G   | Sägestrasse 44–46 655792 / 249436              | 1930 von Richard Hächler erbautes Hauptgebäude der ehemaligen Spielwarenfabrik Wisa Gloria. |
| BW   | Datei hochladen · Wikidata zu Wohnhaus und Atelier Hächler (Q29576598)          | Wohnhaus und Atelier Hächler KGS-Nr.: 15553                   | B    | G   | Blumenrain 7, 7.1 655950 / 248520              | 1964 von Pierre Zoelly erbautes Wohnhaus für den aus Lenzburg stammenden Bildhauer Peter Hächler, mit dazugehörigem Atelier. |
| BW   | Datei hochladen · Wikidata zu Wohnhaus und Gartenpavillon (Q29576602)           | Wohnhaus und Gartenpavillon KGS-Nr.: 15554                    | B    | G   | Bölli 3 656350 / 247911                        | 1968/69 von Pierre Zoelly erbautes Einfamilienhaus mit Gartenpavillon. |

## Übrige Baudenkmäler
| ID       | Foto |                                                                                       | Objekt                                            | Typ | Standort                                                      | Beschreibung |
| -------- | ---- | ------------------------------------------------------------------------------------- | ------------------------------------------------- | --- | ------------------------------------------------------------- | ------------ |
| 1        | ja   | Datei hochladen · Wikidata zu Cholerahaus / Schützenhaus (Q113016748)                 | Cholerahaus / Schützenhaus (1735–1736)            | G   | Schützenmatte 7 656185 / 249223                               |              |
| 2        | ja   | Datei hochladen · Wikidata zu Schulhaus Angelrain (Q113018340)                        | Schulhaus Angelrain (1902–1903)                   | G   | Angelrainstrasse 13 655593 / 248775                           |              |
| 3a       | ja   | Datei hochladen · Wikidata zu Neue katholische Herz-Jesu-Kirche (Q113018835)          | Neue katholische Herz-Jesu-Kirche (1933–1934)     | G   | Bahnhofstrasse 21a 655479 / 248996                            |              |
| 3b       | ja   | Datei hochladen · Wikidata zu Katholisches Pfarreizentrum (Q113019186)                | Katholisches Pfarreizentrum (1983–1993)           | G   | Bahnhofstrasse 23 655484 / 249033                             |              |
| 4a       | ja   | Datei hochladen · Wikidata zu Alte katholische Herz-Jesu-Kirche (Q113019269)          | Alte katholische Herz-Jesu-Kirche (1892)          | G   | Bahnhofstrasse 27 655444 / 249036                             |              |
| 4b       | ja   | Datei hochladen · Wikidata zu Katholisches Pfarrhaus (Q113026911)                     | Katholisches Pfarrhaus (1892)                     | G   | Bahnhofstrasse 25 655457 / 249037                             |              |
| 5        | BW   | Datei hochladen · Wikidata zu Villa Zeiler (Q113031626)                               | Villa Zeiler (1900)                               | G   | Angelrainstrasse 2 655562 / 248938                            |              |
| 6        | ja   | Datei hochladen · Wikidata zu Villa Irmiger (Q113031939)                              | Villa Irmiger (1897)                              | G   | Angelrainstrasse 4 655553 / 248879                            |              |
| 7        | ja   | Datei hochladen · Wikidata zu Villa Häusler (Q113032153)                              | Villa Häusler (1902)                              | G   | Angelrainstrasse 6 655559 / 248879                            |              |
| 8        | ja   | Datei hochladen · Wikidata zu Fabrikgebäude / Schulgebäude (Q113032710)               | Fabrikgebäude / Schulgebäude (1903–1904)          | G   | Bahnhofstrasse 19 655538 / 249003                             |              |
| 9a       | ja   | Datei hochladen · Wikidata zu Verwaltungsgebäude Hero (Q113033087)                    | Verwaltungsgebäude Hero (1912–1913)               | G   | Niederlenzer Kirchweg 3 655457 / 249216                       |              |
| 9b       | ja   | Datei hochladen · Wikidata zu Kosthaus Lenzburg / Wohlfahrtsgebäude Hero (Q113033520) | Kosthaus Lenzburg / Wohlfahrtsgebäude Hero (1946) | G   | Niederlenzer Kirchweg 5 655478 / 249271                       |              |
| 10       | BW   | Datei hochladen · Wikidata zu "Türmlihaus" (Q113046193)                               | "Türmlihaus" (1914)                               | G   | Sägestrasse 20 655892 / 249361                                |              |
| 11       | BW   | Datei hochladen · Wikidata zu Mittlere Mühle (Q113052591)                             | Mittlere Mühle (19. Jh.)                          | G   | Bachstrasse 4, 6 655707 / 248813                              |              |
| 12       | ja   | Datei hochladen · Wikidata zu Bleiche-Wohnhaus (Q113055930)                           | Bleiche-Wohnhaus (1770)                           | G   | Bleicherain 2 655686 / 248680                                 |              |
| 14       | BW   | Datei hochladen · Wikidata zu Villa samt Garten (Q113057044)                          | Villa samt Garten (1848)                          | G   | Niederlenzerstrasse 28 / Hendschikerstrasse 1 656065 / 249085 |              |
| 15       | BW   | Datei hochladen · Wikidata zu Villa Killer, vormals Bertschinger (Q113058471)         | Villa Killer, vormals Bertschinger (1910–1911)    | G   | Burghaldenstrasse 10 655918 / 248572                          |              |
| 16a      | BW   | Datei hochladen · Wikidata zu Mehrfamilienhaus (Q113059942)                           | Mehrfamilienhaus (1864–1865)                      | G   | Aavorstadt 29 655805 / 248626                                 |              |
| 16b; 16c | ja   | Datei hochladen · Wikidata zu Doppelwohnhaus (Q113060811)                             | Doppelwohnhaus (1845–1846)                        | G   | Aavorstadt 31, 33 655793 / 248626                             |              |
| 16d      | ja   | Datei hochladen · Wikidata zu Wohnhaus (1845) (Q113061905)                            | Wohnhaus (1845)                                   | G   | Aavorstadt 37 655763 / 248623                                 |              |
| 19       | BW   | Datei hochladen · Wikidata zu Wohnhaus (ca. 1770) (Q113063075)                        | Wohnhaus (ca. 1770)                               | G   | Wildenstein 26, 30 656596 / 247616                            |              |

Legende: Siehe Legende der Liste der Kulturgüter von nationaler und regionaler Bedeutung. Anstelle der KGS-Nummer wird als Objekt-Identifikator (ID) die Inventar- oder Gebäudenummer in der Bau- und Nutzungsordnung der Gemeinde verwendet.